# さびしがりやのロリフェラトゥ
『さびしがりやのロリフェラトゥ』は、さがら総による日本のライトノベル。イラストは黒星紅白が担当。ガガガ文庫（小学館）より2015年4月に刊行された。

## あらすじ
ミステリアスな少年、能ヶ谷風吹のクラスメイトにして、悩める女子高生作家の常盤桃香は深夜の旧校舎に住む、吸血鬼シギショアラと出会う。同じく風吹のクラスメイトで、ビッチ系のいじめっ子、真光寺結は行き倒れの少女と出会い、彼女をポチと名付ける。二組の少女達と傍観者の少年の物語は、やがて思わぬ結末へと進んでいく。

## 登場人物
能ヶ谷風吹（のうがや ふぶき）
本作の主人公。常にぼーっとしたミステリアスな少年。『正義の味方の敵』を自称する。メイン武器は斧。
シギショアラ
本作のメインヒロイン。学校の旧校舎に住む吸血鬼。幼女の姿をしている。
常盤桃香（ときわ ももか）
風吹のクラスメイトの少女。女子高生ながら小説家をしているが、スランプに陥っている。
真光寺結（しんこうじ ゆい）
風吹のクラスメイトの少女。クラスでは風吹をいじめていると思われているが、実際は面倒見がいい。ある日の夜にポチを拾う。
ポチ
行き倒れた所を結に拾われた少女。宇宙ロボットを自称する。

## 既刊一覧
- さがら総（著） / 黒星紅白（イラスト） 『さびしがりやのロリフェラトゥ』 小学館〈ガガガ文庫〉、2015年4月17日発売[1]、ISBN 978-4-09-451545-9

## オーディオブック版
2019年8月20日にガガガ文庫と81プロデュースがタッグを組んだオーディオブックの第5弾として、2019年8月20日に配信開始された。
能ケ家風吹役は近衛秀馬、常盤桃香役は古賀葵、真光寺結役は伊達朱里紗、シギショアラ役は長谷美希、モブ役は岡野友佑。